# Inger-Maria Mahlke
Inger-Maria Mahlke (Amburgo, 1977) è una scrittrice tedesca.

## Biografia
Nata nel 1977 ad amburgo, vive e lavora a Berlino.
Cresciuta a Lubecca, ha studiato legge all'Università libera di Berlino dove ha tenuto una cattedra di Criminologia.
A partire dal suo esordio nel 2010 con il romanzo Silberfischchen ha pubblicato altri tre libri ottenendo diversi riconoscimenti in patria l'ultimo dei quali è stato il Deutscher Buchpreis nel 2018 per Arcipelago, prima opera della scrittrice tradotta in italiano.

## Opere (parziale)

### Romanzi
- Silberfischchen (2010)
- Rechnung offen (2013)
- Wie Ihr wollt (2015)
- Arcipelago (Archipel, 2018), Milano, La nave di Teseo, 2022 traduzione di Francesca Gabelli ISBN 978-88-346-0913-2.

## Premi e riconoscimenti
Premio Open Mike
- 2009[5]

Premio Klaus-Michael Kühne
- 2010 vincitrice con Silberfischchen[6]

Premio Ernst Willner
- 2012[7]

Premio Karl Arnold
- 2014[8]

Deutscher Buchpreis
- 2018 vincitrice con Arcipelago[9]